# Танкове (Перекопський район)
Та́нкове (крим. Tankove, до 1948 року — ділянка № 9) — село Перекопського району Автономної Республіки Крим.
Розташоване на заході району.
Відстань від райцентру до населеного пункта становить 2 кілометрів по прямій.